# Már megint egy dilis amcsi film
A Már megint egy dilis amcsi film (eredeti címe: Not Another Teen Movie) 2001-ben bemutatott amerikai filmvígjáték, amely a tinifilmek paródiája. A filmet Joel Gallen rendezte, és Mike Bender, Adam Jay Epstein, Andrew Jacobson, Phil Beauman és Buddy Johnson írták. A filmben több híres színész is látható, például Chyler Leigh, Chris Evans, Jaime Pressly, Eric Christian Olsen, Eric Jungmann, Mia Kirshner, Deon Richmond, Cody McMains, Sam Huntington, Samm Levine, Cerina Vincent, Ron Lester, Randy Quaid, Lacey Chabert, Riley Smith és Samaire Armstrong.

## Cselekmény
A John Hughes Gimnázium egy sztereotipizált középiskola Dél-Kaliforniában. Priscilla, a pomponlányok vezetője szakít barátjával, a futballsztár Jake Wylerrel. Felfedezve, hogy a lány a különc és félénk Lesszel randizik, Jake egyik barátja, Austin fogadást ajánl: Jake-nek az esetlen nerd Janey Briggst kell bálkirálynővé alakítania. A lány eleinte nem érez késztetést önmaga megváltoztatására és a menő srác iránt sem táplál semmilyen érzelmet, de Jake mégis folyamatosan próbálkozik.
Az udvarlásban Jake-et saját nővére, a hozzá szexuálisan vonzódó Catherine, Janey csodálója és legjobb barátja, Ricky Lipman, valamint korábbi focista kudarca is akadályozza. Catherine mégis segít testvérének és „drasztikusan” megváltoztatja Jane külsejét (azaz leveszi a szemüvegét és kibontja a farokba kötött haját), azonnal gyönyörűvé varázsolva őt.
Janey öccse, Mitch, valamint annak barátai, Ox és Bruce megállapodást kötnek, hogy érettségiig elveszítik szüzességüket. Mitch egy szerelmes levéllel próbálja lenyűgözni a neki régóta tetsző Amanda Beckert.
A bál közeledtével Jake – mivel egy évvel korábban miatta veszítettek – nem állhat az iskolai csapat élére. Austin trükkel eléri, hogy Jake bevallja a fogadást Janeynek, aki dühösen faképnél hagyja őt. A bálon Austin és Janey együtt jelenik meg, a féltékeny Jake Catherine-nel táncpárbajra hívja ki őket, melynek során Catherine kihívó módon viselkedik. Janey sírva távozik a bálról. Mitch és barátai eleinte vacakul érzik magukat a bálon, de Amanda megérkezik és Mitch átadja neki a levelét. A lány nincs elragadtatva, de azért felajánlja neki, hogy kézzel kielégíti őt. Bruce összejön egy Areola nevű cserediákkal, Ox pedig Catherine-nel.
Jake-t kiáltják ki bálkirálynak, de a bálkirálynőre adott szavazatok döntetlen eredményt hoznak. Mindenki azt hiszi, Janey és Priscilla között dőlt majd el a verseny, de helyettük a sziámi ikerpár Kara és Sara Fratelli diadalmaskodik. A bálkirály és bálkirálynő tánca közben Jake otthagyja táncpartnereit és abba a hotelbe megy, ahová tudomása szerint Janey és Austin is távozott. Ott rátalál Austinra, de a fiú nem Janeyvel, hanem Priscillával szexel, miközben Les kamerázza őket. Jake mindhármukat kiüti, Janey megalázásáért (illetve Lest azért, amiért annyira perverz). Janey otthonába siet, de a lány már elindult Párizsba egy művészeti iskolába.
Jake a repülőtéren éri utol a lányt, és más filmekből (A csaj nem jár egyedül, Kegyetlen játékok, Amerikai pite, Nulladik óra, Amerikai szépség, 10 dolog, amit utálok benned, Buli az élet és Álmodj rózsaszínt) származó, közhelyes mondatokkal próbálja maradásra bírni. Végső (és ezúttal eredeti) szavaival azt tanácsolja, jobb lesz, ha mégsem maradnak együtt. Janey tévesen azt hiszi, Karate kölyök-ből idézett és úgy dönt, Jake mellett marad.
A végefőcím alatti jelenetben Janey iszákos apja, Mr. Briggs részegen két pitével közösül. A főcím után egy albínó énekesnő arról énekel, hogy megvakult és segítségre van szüksége a dal befejezéséhez. Két hallgatója, kihasználva a lehetőséget, el akarja tőle lopni a gitárját.

## Szereplők
| Színész              | Szerep                      | Magyar hang                                        | Sztereotípia                              | Kiparodizált szereplő (filmbéli név, színész és filmcím) |
| -------------------- | --------------------------- | -------------------------------------------------- | ----------------------------------------- | --- |
| Chyler Leigh         | Janey Briggs                | Nemes Takách Kata                                  | "a csúnyának tűnő szép lány"              | Laney Boggs (Rachael Leigh Cook) – A csaj nem jár egyedül Katerina Stratford (Julia Stiles) – 10 dolog, amit utálok benned Andie Walsh (Molly Ringwald) – Álmodj rózsaszínt                 |
| Chris Evans          | Jake Wyler                  | Csőre Gábor                                        | "népszerű sportoló"                       | Zack Siler (Freddie Prinze Jr.) – A csaj nem jár egyedül Jake Ryan (Michael Schoeffling) – Tizenhat szál gyertya Jonathan Moxon (James Van Der Beek) – Prérifarkas Blues                    |
| Jaime Pressly        | Priscilla                   | Zsigmond Tamara                                    | "pajzán pomponlány"                       | Taylor Vaughan (Jodi Lyn O'Keefe) – A csaj nem jár egyedül Big Red (Lindsay Sloane) és Torrance (Kirsten Dunst) – Hajrá, csajok! Angela Hayes (Mena Suvari) – Amerikai szépség              |
| Eric Christian Olsen | Austin                      | Minárovits Péter Takátsy Péter (rendezői változat) | "öntelt szőke srác"                       | Dean Sampson Jr. (Paul Walker) – A csaj nem jár egyedül Steff McKee (James Spader) – Álmodj rózsaszínt                                                                                      |
| Mia Kirshner         | Catherine Wyler             | Simonyi Piroska                                    | "kegyetlen lány"                          | Kathryn Merteuil (Sarah Michelle Gellar) – Kegyetlen játékok Mackenzie Siler (Anna Paquin) – A csaj nem jár egyedül                                                                         |
| Deon Richmond        | Malik Token                 | Schmied Zoltán                                     | "jelképes fekete srác"                    | Preston (Dulé Hill) – A csaj nem jár egyedül |
| Eric Jungmann        | Ricky Lipman                | Simonyi Balázs                                     | "a megszállott legjobb barát"             | Duckie Dale (Jon Cryer) – Álmodj rózsaszínt Jesse Jackson (Elden Henson) – A csaj nem jár egyedül                                                                                           |
| Ron Lester           | Reggie Ray                  | Bartucz Attila                                     | "buta kövér srác"                         | Billy Bob (Lester) – Prérifarkas Blues |
| Cody McMains         | Mitch Briggs                | Szvetlov Balázs                                    | "a kétségbeesett szűz"                    | Kevin Myers (Thomas Ian Nicholas) – Amerikai pite Preston Meyers (Ethan Embry) – Buli az élet Simon Boggs (Kieran Culkin) – A csaj nem jár egyedül John Bender (Judd Nelson) – Nulladik óra |
| Sam Huntington       | Ox                          | Előd Álmos                                         | "az érzékeny srác"                        | Oz (Chris Klein) – Amerikai pite Andrew Clark (Emilio Estevez) – Nulladik óra |
| Samm Levine          | Bruce                       | Bíró Attila                                        | "a nagyravágyó"                           | Daniel LaRusso (Ralph Macchio) – Karate kölyök Jim Levenstein (Jason Biggs) – Amerikai pite Kenny Fisher (Seth Green) – Buli az élet                                                        |
| Lacey Chabert        | Amanda Becker               | Györfi Anna                                        | "a tökéletes lány"                        | Amanda Beckett (Jennifer Love Hewitt) – Buli az élet |
| Cerina Vincent       | Areola                      | Martin Adél                                        | "a külföldi cserediák"                    | Nadia (Shannon Elizabeth) – Amerikai pite |
| Riley Smith          | Les                         | Előd Botond                                        | "a gyönyörű csodabogár"                   | Ricky Fitts (Wes Bentley) – Amerikai szépség |
| Julie Welch          | Beverly Wyler               |                                                    | N/A                                       | N/A |
| Samaire Armstrong    | Kara Fratelli               | Mezei Kitty                                        | N/A                                       | N/A |
| Nectar Rose          | Sara Fratelli               |                                                    | N/A                                       | N/A |
| Ed Lauter            | Az edző                     | Balázsi Gyula                                      | "mindenáron győzni akaró szemétláda edző" | Bud Kilmer edző (Jon Voight) – Prérifarkas Blues |
| Randy Quaid          | Mr. Briggs                  | Bácskai János                                      | "semmirekellő alkoholista apa"            | Russel Case (Randy Quaid) – A függetlenség napja Wayne Boggs (Kevin Pollak) – A csaj nem jár egyedül Jack Walsh (Harry Dean Stanton) – Álmodj rózsaszínt                                    |
| Joanna Garcia        | Sandy Sue                   | Juhász Réka                                        | "új lány a suliban"                       | Sandy Olsson (Olivia Newton-John) – Grease |
| Beverly Polcyn       | Sadie Agatha Johnson        | Illyés Mari                                        | N/A                                       | Josie Geller (Drew Barrymore) – A bambanő |
| Rob Benedict         | Preston Wasserstein         | Halasi Dániel                                      | N/A                                       | Ferris Bueller (Matthew Broderick) – Meglógtam a Ferrarival Joel Goodson (Tom Cruise) – Kockázatos üzlet                                                                                    |
| Patrick St. Esprit   | Austin apja                 | N/A                                                | N/A                                       | |
| Josh Radnor          | idegenvezető                | Welker Gábor                                       | N/A                                       | Michael Eckman (David Krumholtz) – 10 dolog, amit utálok benned Barry Manilow (Tom Green) – Cool túra                                                                                       |
| Paul Goebel          | Mitch ételébe ejakuláló séf |                                                    | N/A                                       | Horatio Sanz – Cool túra |
| George Wyner         | Cornish igazgató            | Cs. Németh Lajos                                   | "az iskolaigazgató"                       | N/A |
| Jon Benjamin         | edző                        |                                                    | N/A                                       | N/A |

## Bemutató
2001. december 14-én mutatkozott be a mozikban. DVD-n egy évvel később, 2002. április 30-án jelent meg, 2005. július 26-án pedig egy extra, illetve kivágott jelenetekkel kiegészült verzió is megjelent.
A filmzenei album 2001. december 4-én jelent meg a Maverick Records gondozásában.

## Fogadtatás

### Bevételi adatok
Világszerte 66 468 332 millió dollárt hozott.

### Kritikai visszhang
A kritikusoktól nagyrészt negatív kritikákat kapott. A Rotten Tomatoes honlapján 28%-on áll 96 kritika alapján, és 4 pontot szerzett a tízből. A Metacritic honlapján 32 pontot szerzett a százból, 22 kritika alapján.
Roger Ebert két csillaggal értékelte a négyből.
A Los Angeles Times kritikusa, Robin Rauzi szerint "a film leginkább a tizennégy éveseknek fog tetszeni - akiknek természetesen nem szabadna ezt nézniük". A Variety kritikusa, Dennis Harvey kritikus véleménnyel volt amiatt, mert "a film összetéveszti a szimpla rossz ízlést a humorral", viszont dicsérte Evans, Pressly és Olsen alakításait.
A San Francisco Chronicle kritikusa, Mick LaSalle szerint "értelmetlen olyan filmeket parodizálni, amelyek már eleve abszurdak", illetve véleménye szerint ez "csak egy átlagos tini film".
Az IMDb-n 5.7 pontot szerzett a tízből, míg a Port.hu oldalán 6.9 pontot ért el a tízből, 96 vélemény alapján.